# 루 부시
루 부시(영어: Lou Busch, 1910년 ~ 1979년)는 댄스 음악과 무드 음악 분야에서 활약한 미국의 피아노 연주자이다.

## 생애
켄터키주 태생으로 신시내티 음악원을 다녔다. 16살에 음악계에 데뷔한 뒤 클라이드 맥코이, 조지 올센, 할 켐프 등의 악단에서 활약하였으며, 1940년 중엽부터는 레코드 스튜디오에서 일을 하였다. 1949년부터 유머러스한 래그 타임 피아노를 조 핑거스 카의 이름으로 연주하여 호평을 받았다.